# Подорожник (сеть быстрого питания)
Подорожник — сеть общественного питания. Содружество предприятий, работающих по договорам франчайзинга расположены в  Кемеровской и Новосибирской областях. Основана в 1995 году семейной парой Владимиром Фоминым и Татьяной Фоминой. Головной офис расположен в Кемерово. Производственный комплекс находится в городе Топки.

## История

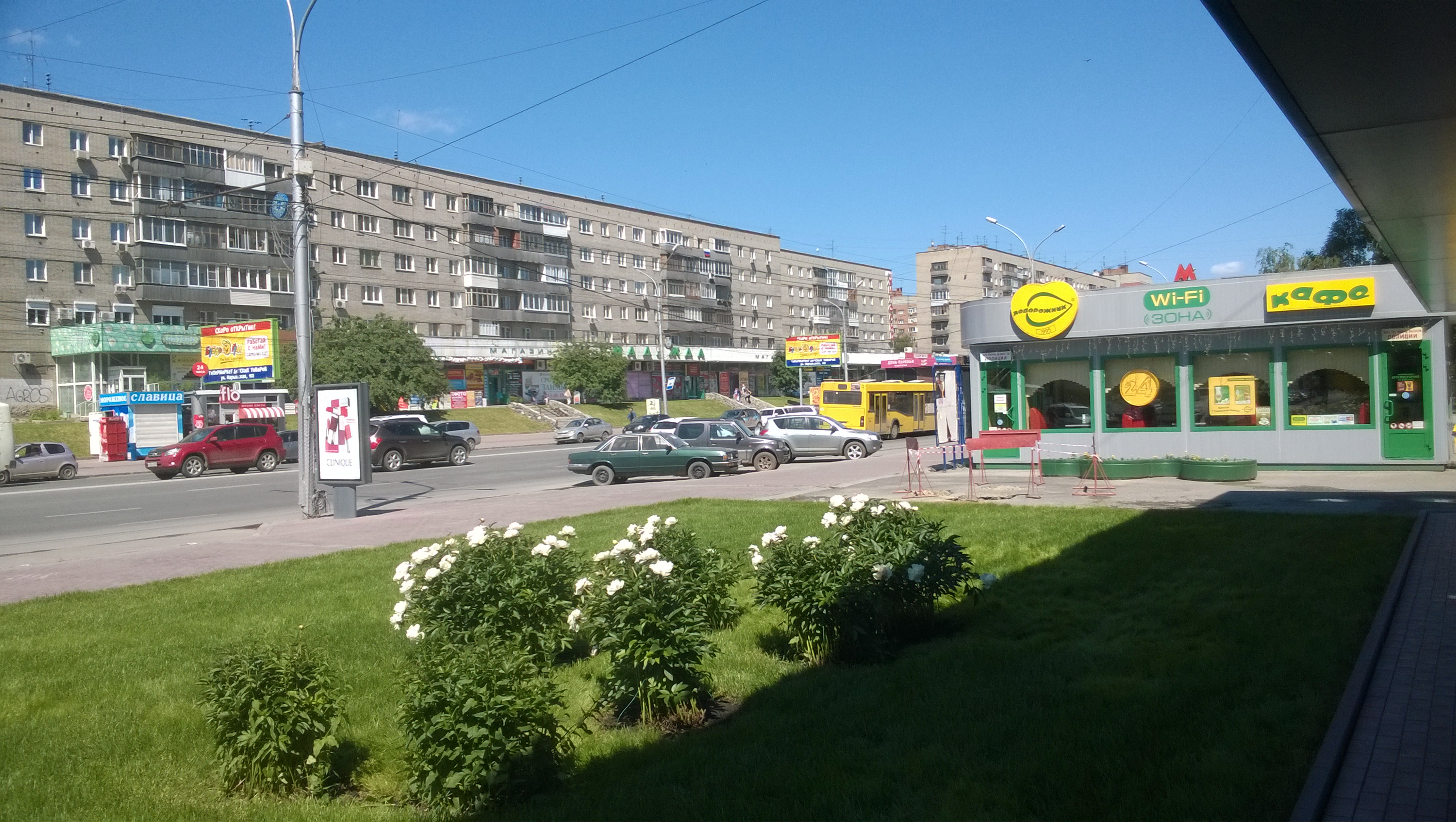
Павильон компании на Красном проспекте

### 1990-е годы
В 1995 году был открыт первый павильон.
К лету 1996 года появляется название компании — «Подорожник».

### 2000-е годы
В 2002 году на территории производственного комплекса появляется аттестованная лаборатория физико-химического анализа.
С 2003 года компания начинает производить фирменный лимонад и минеральную воду. Начата работа в Санкт-Петербурге. В этом городе компания приобрела 10 киосков у фирмы «Петрохолод».
В 2007 году в городе Топки введён в эксплуатацию новый производственный комплекс. В 2009 году бумажная упаковка продукции заменена упаковкой из герметичной плёнки, с этого же года фирма начинает действовать посредством других розничных компаний.[уточнить]
В 2010 году по причине убыточности закрываются торговые точки в Санкт-Петербурге и Томске. В этот период весь выпуск продукции концентрируется только в одном производственном комплексе, откуда товар на автомобилях с рефрижераторным оборудованием развозится во все торговые точки «Подорожника».

### 2010-е годы
В марте 2015 года в Новосибирске открылась точка «Подорожника» в новом для компании формате «кафетерия», а в сентябре в Новосибирском метрополитене появился автомат, осуществляющий продажу бутербродов и напитков.

## Формат заведений
Сеть компании состоит из торговых точек разного формата: павильонов, мини-кафе, кафе и киосков. Кроме того, продукция «Подорожника» распространяется на автозаправочных станциях, через ретейлерские компании «Мария Ра» и «Пятёрочка», остановочные павильоны, магазины шаговой доступности.

## Финансовые показатели
По итогам 2020 года выручка компании составила 800 млн рублей.